# Консервативна народна партія Естонії
Консервативна народна партія Естонії (ест. Eesti Konservatiivne Rahvaerakond, EKRE) — естонська націоналістична партія, заснована 24 березня 2012 року в Пильтсамаа. Стоїть на засадах консерватизму, естонського націоналізму та євроскептицизму. Лідер партії — Март Хельме.
2015 року після парламентських виборів EKRE отримала свої перші місця в Рійґікоґу. Після виборів 2019 року EKRE отримала 19 місць у парламенті та увійшла до коаліції разом із Центристською партією та Вітчизною.
EKRE є націоналістичною партією, яка прагне до естонської Естонії, прагне реалізувати суверенітет естонців на їх рідних землях. Своїми основними цінностями партія вважає духовні цінності естонського народу.
EKRE співпрацює із латвійськими и литовськими націоналістами, зокрема із Все для Латвії! і Спілка литовських народовців.

## Історія
Політична партія була заснована в березні 2012 року, коли аграрно-центристська партія «Народний союз Естонії» та ініціативна група «Естонська патріотична група» об'єдналися.
Було завершено перемовини зі Соціал-демократичною партією та було скликано спеціальний з'їзд для затвердження угоди про злиття. Тим не менш, тільки 172 з 412 партійців підтвердили бажання об'єднатися. Після невдалої спроби злиття багато членів покинули партію та приєдналися до Соціально-демократичної партії. На парламентських виборах 2011 року «Народний Союз» не пройшов бар'єр у 5 відсотків.
У березні 2012 року Естонський патріотичний рух об'єднався з Народним союзом Естонії та, пізніше, перейменувався на Консервативну народну партію Естонії.
Під час місцевих виборів у жовтні 2013 року партія отримала представництво у кількох менших муніципалітетах, як-от Тудулінна та Хаадемеесте.

## Ідеологія та політична позиція
Програма Консервативної народної партії Естонії наголошує на тому, що базується на тяглості Естонії та її Конституції, а також об'єднує людей, які борються за національну державу, соціальну згуртованість та демократичні принципи.
Партія проголосила три цінності, на яких базується її діяльність:
- відданість естонським цінностям, які базуються на мові, культурі, освіті, сім'ї, традиціях та національній економіці;
- суспільство рівних можливостей, де відкрите, чесне та демократичне управління дозволяє всім громадянам досягти реалізації та брати участь у політиці;
- соціально та регіонально збалансований розвиток та добробут, які гарантуються справедливою та сильною державою, шляхом здійснення експертної політики та розвитку екологічно стійкого середовища життя.[8]

У програмі партії зазначено, що громадяни повинні активно захищатись як від зовнішнього, так і від внутрішнього ворога, щоб забезпечити естонську націю, виживання її незалежності та статус етнодержави. Серед цілей також зазначається створення середовища, необхідного для виживання естонської мови та культури. Партія закликає до впровадження прямої демократії, збалансованого державного бюджету та суворого контролю за імміграцією.

### Соціальна політика

#### Освіта та охорона здоров'я
Консервативна народна партія Естонії стверджує, що рішуче виступає проти широкого закриття шкіл у сільській місцевості. Програма вимагає від викладачів володіння естонською мовою на високому рівня та лояльності до естонської держави. Для підвищення якості освіти партія прагне підвищити заробітну плату вчителям.
Згідно з програмою партії, важливість охорони здоров'я пов'язана зі збереженням естонської нації. Партія виступає за безкоштовне надання стоматологічних послуг, хоче обмежити доступність тютюну, алкоголю та наркотиків та виступає проти абортів.

#### Демографія та імміграція
За даними Консервативної народної партії Естонії, демографія є одним із найважливіших аспектів виживання держави. За словами Марта Гельме, Естонія перебуває в «демографічній кризі», що характеризується низькою народжуваністю та еміграцією понад 100 000 естонців за останні роки. Щоб протистояти падінню народжуваності, партія запропонувала програми соціального забезпечення сім'ї, як-от повернення чверті іпотечного кредиту подружньої пари з народженням кожної дитини та зниження податку на прибуток батьків на 5 % за кожну дитину, яка виховується в сім'ї.
Партія активно виступала проти імміграції з Близького Сходу та Африки, особливо системи квот, запропонованої Європейською Комісією у 2015 році для переселення іммігрантів у всі країни-члени ЄС. Посилаючись на велику кількість росіян, які вже приїхали під час радянської окупації, партія неодноразово виключала підтримку подальшої масової імміграції в Естонію. Партія підтримує, що міграційна політика Естонії повинна просувати мету «збільшення кількості та відсотка естонців в Естонії», і якщо ліберальний уряд дозволить імміграції «змінити етнічний склад Естонії», це буде «скандально і недемократично».
Март Гельме критикував імміграцію українців до Естонії на підставі того, що жителі Естонії та Росії «втратять роботу» через українських мігрантів із нижчими зарплатами.

### Одностатеві шлюби
Партія суворо виступила проти закону про реєстрацію громадянського партнерства для одностатевих пар, прийнятий парламентом у жовтні 2014 року. Говорячи про закон, який надає права на усиновлення одностатевим парам, партія стверджувала, що таким чином держава фактично встановлює одностатеві шлюби. Натомість партія пропонує закони, які допоможуть підвищити рівень народжуваності та зміцнити суспільне ставлення до необхідності традиційної сімейної моделі.

### Міжнародна політика
Консервативна народна партія Естонії рішуче виступає проти запропонованого договору про кордон між Естонією та Росією, який, на думку партії, раз і назавжди дає шанс Росії заволодіти 5,2 % території Естонії без будь-яких компромісів та компенсацій з її боку. Партія назвала можливе підписання договору «зрадою», а естонські політики, які підписали б його, «зрадниками держави».
Також партія виступає проти вступу Туреччини до Європейського Союзу і закликає переглянути членство Туреччини в НАТО. Після спроби турецького перевороту 2016 року, EKRE висловила співчуття поразці і назвала Туреччину «не більш демократичною країною, ніж Росія».
Натомість EKRE пропонує національну оборонну політику, що покладалась б на незалежні сили Естонії. Безпека країни має будуватися на існуванні початкової оборони, обов'язкової військової служби, повної оборони, міжнародного співробітництва та членства в НАТО.
Мартін Гелме висловив співчуття кандидату в американські президенти Дональду Трампу. За словами Гельме, Трамп справедливо зазначає, що країни Балтії повинні зробити фінансовий внесок в обмін на військовий союз із США. «Він не бачить жодної причини, чому Сполучені Штати повинні зробити національний захист інших країн своїм обов'язком. І я вважаю, що така позиція цілком виправдана. Саме наша партія вже давно каже, що посилення початкової незалежної обороноздатності є найважливішим, наступними компонентами є союзники», — сказав Гельме.